# Вишеу де Мижлок (Марамуреш)
Вишеу де Мижлок (рум. Vișeu de Mijloc) насеље је у Румунији у округу Марамуреш у општини Вишеу Де Сус. Oпштина се налази на надморској висини од 474 m.

## Становништво
Према подацима из 2002. године у насељу је живело 1001 становника, од којих су сви румунске националности.